# Proceromyia macronychia
Proceromyia macronychia là một loài ruồi trong họ Tachinidae.